# Канаш (верхний приток Исети)
Канаш — небольшая река в Шадринском районе Курганской области, левый приток реки Исети. Длина реки — 25 км.
Река Канаш не судоходна. Впадает в реку Исеть у с. Сухринского.
Замерзает река в начале ноября. Устойчивый ледостав сохраняется 135—176 суток. Вскрывается река в конце марта — начале апреля.

## Происхождение названия
Существует версия, что гидроним «Канаш» происходит от чувашского слова «канаш», что по-русски означает «совет».

## Населённые пункты
- Мальцевский сельсовет: д. Дрянново, с. Мальцево.
- Канашский сельсовет: с. Канаши.
- Сухринский сельсовет: с. Сухринское.

## Данные водного реестра
По данным государственного водного реестра России относится к Иртышскому бассейновому округу, водохозяйственный участок реки — Исеть от впадения реки Теча и до устья, без реки Миасс, речной подбассейн реки — Тобол. Речной бассейн реки — Иртыш..